# Dodecaceria laddi
Dodecaceria laddi är en ringmaskart som beskrevs av Hartman 1954. Dodecaceria laddi ingår i släktet Dodecaceria och familjen Cirratulidae. Utöver nominatformen finns också underarten D. l. oculata.